# DB International Operations
DB International Operations (kurz DB IO; vollständiger Name Deutsche Bahn International Operations) ist eine 100-prozentige Tochtergesellschaft der Deutschen Bahn. DB IO bietet weltweit integrierte Betriebs- und Wartungsleistungen (O&M) für den Personen- und Güterverkehr sowie die Schieneninfrastruktur an. Das Unternehmen wurde 2017 gegründet und hat seinen Hauptsitz in Berlin, Deutschland.
DB IO hat Tochtergesellschaften in Nordamerika, Südamerika, im Nahen Osten und in Asien. Das Unternehmen ist als Teil der DB E.C.O. Group weltweit tätig.

## Geschichte
DB International Operations wurde 2017 in Deutschland als Tochtergesellschaft der Deutschen Bahn und Teil der DB E.C.O. Group gegründet.
Im Juli 2022 erhielt DB IO von der National Capital Region Transport Corporation (NCRTC) den Auftrag, den Betrieb und die Wartung des ersten regionalen Schnellbahnsystems (RRTS) Indiens zu übernehmen.
Im April 2022 erhielt DB IO den Zuschlag für die Planung, den Betrieb und die Instandhaltung des Schienenpersonenverkehrs in der Metropolregion Toronto. Auftraggeber für dieses Projekt ist Metrolinx, eine Behörde der Regierung von Ontario, die den Straßen- und öffentlichen Verkehr im Großraum Toronto und Hamilton verwaltet und integriert.
Im November 2022 erhielt DB IO zusammen mit dem ägyptischen Unternehmen Elsewedy Electric den Zuschlag für den Betrieb von Ägyptens erstem Hochgeschwindigkeits-Schienennetz.

## Aktivitäten
DB IO ist an folgenden Projekten beteiligt, wobei das Unternehmen die Betriebsführung ganz oder teilweise übernimmt:
- Im Juli 2022 erhielt DB IO von der National Capital Region Transport Corporation (NCRTC) den Vertrag über den Betrieb und die Instandhaltung des ersten regionalen Schnellbahnsystems (RRTS) Indiens.[18][19][20]
- Als Teil eines Konsortiums erhielt DB IO im April 2022 den Zuschlag für die Planung, den Betrieb und die Instandhaltung des Schienenpersonenverkehrs in der Metropolregion Toronto. Das Projekt „GO Rail Expansion – On-Corridor Works“ ist eines der größten Verkehrsprojekte in Kanada und umfasst umfangreiche Modernisierungs- und Erweiterungspläne.[21] Der für den Jahresbeginn 2025 angekündigte Betriebsübergang an ONxpress fand nicht statt.[22] Im Mai 2025 kündigte die Betreibergesellschaft Metrolinx die Zusammenarbeit mit ONxpress vorzeitig auf, die Konsortialpartner DB International Operations und Aecon schieden aus.[23]
- DB IO wurde im Rahmen eines staatlichen Investitionsprogramms mit dem Betrieb einer Güterbahn in Uruguay beauftragt. Dieses Projekt umfasst den Betrieb, die Konstruktion und die Instandhaltung von Spezialgüterwagen und Lokomotiven.[24]
- Im November 2022 erhielt DB IO zusammen mit dem ägyptischen Unternehmen Elsewedy Electric den Zuschlag für den Betrieb des ersten ägyptischen Hochgeschwindigkeitsschienennetzes.[25] Das neue Eisenbahnsystem vom Mittelmeer bis zum Roten Meer ist eines der größten Eisenbahnprojekte Ägyptens.[12][26][17][5]